# Woda na sicie. Apokryf czarownicy
Woda na sicie. Apokryf czarownicy – historyczna powieść fantasy autorstwa Anny Brzezińskiej. Została wydana 5 września 2018 nakładem Wydawnictwa Literackiego. W trakcie Pyrkonu 2019 została nominowana do Nagrody im. Janusza A. Zajdla, a w maju 2019 zdobyła nagrodę Nowej Fantastyki w kategorii Polska Książka Roku. Przyznane zostało jej złote wyróżnienie nagrody literackiej im. Jerzego Żuławskiego. Zdobyła też pozytywną opinię Dziennika Zachodniego oraz portalu Granice.pl. Akcja książki toczy się w średniowiecznych Włoszech. Główna bohaterka, La Vecchia, zostaje oskarżona o bycie czarownicą i prowadzony jest przeciwko niej proces.